# Rafaela Ybarra de Vilallonga
Blahoslavená Rafaela Ybarra Arambarri de Vilallonga (16. ledna 1843, Bilbao – 23. února 1900, Bilbao) byla španělská římskokatolická laička, vdova a zakladatelka Sester od Svatých Strážných Andělů. Katolická církev jí uctívá jako blahoslavenou.

## Život
Narodila se 16. ledna 1843 v Bilbau bohatým rodičům z vyšší třídy Gabrielu Ybarrovy a Maríi del Rosario de Arambarri. Pokřtěna byla o den později v místním kostele jako Rafaela María de la Luz Estefanía de Ybarra i Arambarri.
Biřmování přijala 22. května 1844 a První svaté přijímání 21. května 1854.
Dne 14. září 1861 se vdala za Josého de Vilallonga (nar. 1823). měli spolu 7 dětí z toho dvě zemřeli v kojeneckém věku zatímco ostatní utrpěli vážné onemocnění ve větším věku.
Při svém pobytu v Paříži vážně onemocněla a uzdravena byla při své návštěvě poutního místa v Lurdech. Její matka zemřela ve stejný den a to 24. září 1883. Její otec zemřel 10. srpna 1890. O osm let později 7. května 1898 zemřel i její manžel. Jejím spirituálem se stal jezuitský kněz Francis de Sales Muruzábel. Roku 1890 se svolení manžela učinila soukromé sliby cudnosti a poslušnosti Bohu.
Bilbao v její době prožilo industrializační proces a ona založila několik domů pro dělnické dívky a semináře pro jejich školení. Předčasná smrt její sestry Marie de Rosario jí povzbudila ve větší péči o její synovce mezi něž patřil také baskický lingvista Julio de Urquijo e Ibarra, hrabě z Urquijo. Dne 8. prosince 1894 s dalšími třemi ženami se zavázala že se stanou matkami a vychovatelkami chudých dětí v Bilbau. Ve stejný den založila řeholní společnost. Dne 2. srpna 1897 byl položen základní kámen jejich sídla v Zabalbide v Bilbau, který byl oficiálně otevřen 24. března 1899. Společnost byla diecézí schválena po její smrti 11. března 1901.
Zemřela 23. února 1900.

## Proces blahořečení
Roku 1929 byl v diecézi Vitoria zahájen její proces blahořečení. Dne 16. března 1970 byla papežem sv. Pavlem VI. prohlášena ctihodnou a dne 24. září 1983 uznal papež sv. Jan Pavel II. zázrak uzdravení na její přímluvu. Blahořečena byla 30. září 1984. Od 26. července 2004 se zkoumá druhý zázrak na její přímluvu.